# 玉漢欽
玉 漢欽（オク・ハンフム、옥한흠, 1938年12月5日 - 2010年9月2日）は、大韓イエス教長老会（合同）に所属した韓国の牧師。現在メガ・チャーチとなったサラン教会を1978年から開拓し、元老牧師となった。「弟子訓練（제자훈련）」の提唱者であり、元国際弟子訓練院院長。

## 略歴
- 成均館大学校文理大学英文学科、総神大学校神学大学院を卒業。
- カルビン神学校神学修士、ウエストミンスター神学校牧会学博士及び名誉神学博士学位を所有している。
- 1978年から2003年までサラン教会担任牧師、2004年から元老牧師。
- 1998年からプロテスタント団体である韓国キリスト教牧師協議会代表会長を引き受けた。
- 2007年ターリバーン韓国人拉致事件では韓国キリスト教界の代表として謝罪[1]。
- 2009年1月25日、サラン教会は卞在昌に対する長年の支援を停止することを明らかにした[2]。
- 2010年9月2日、肺癌による合併症のため死去。

## 著書
- 『これが牧会の本質だ』（国際弟子訓練院）
- 『「道」　信徒のための弟子訓練入門 』（国際弟子訓練院）
- 『ミニストリー訓練』（国際弟子訓練院）
- 『信徒を目覚めさせよう』（小牧者出版）

## 参照
1. ↑  Japanese JoongAngIlbo 2007.09.07 16:48:26
2. ↑  JP NEWS - クリスチャン新聞ダイジェスト=0902150204